# Ilona Békési
Ilona Békési (Budapest, 11 dicembre 1953) è una ginnasta ungherese vincitrice della medaglia di bronzo nel, a Monaco di Baviera 1972.
Nella stessa edizione dei Giochi raggiunse anche le finali del concorso individuale, classificandosi nona, e delle parallele asimmetriche, in cui giunse quinta a due decimi dal podio.
Békési partecipò anche ai precedenti Giochi di Città del Messico 1968 cogliendo come miglior piazzamento il quinto posto nel concorso a squadre.

## Palmarès
- Giochi olimpici

Monaco di Baviera 1972: bronzo nel nel concorso a squadre.
- Universiadi

Mosca 1973: bronzo a squadre.